# Korsør
Korsør anhörenⓘ [kɔʀˈsøːʔʀ] ist eine Hafenstadt am Großen Belt auf der Insel Seeland in Dänemark.

## Geographie
Die Lejodde mit dem See Lejsøen ist ein Naturschutzgebiet und liegt nördlich von Korsør direkt am Großen Belt. Es ist ein Teil des EU-Vogelschutzgebietes und während der Brutzeit ist ein Betreten verboten.
Korsør umfasst neben dem historischen Stadtkern (Centrum Syd) den Stadtteil Halsskov (Centrum Nord). Die nächsten Siedlungen im Umland sind Svenstrup, Halseby und Frølunde.

## Geschichte

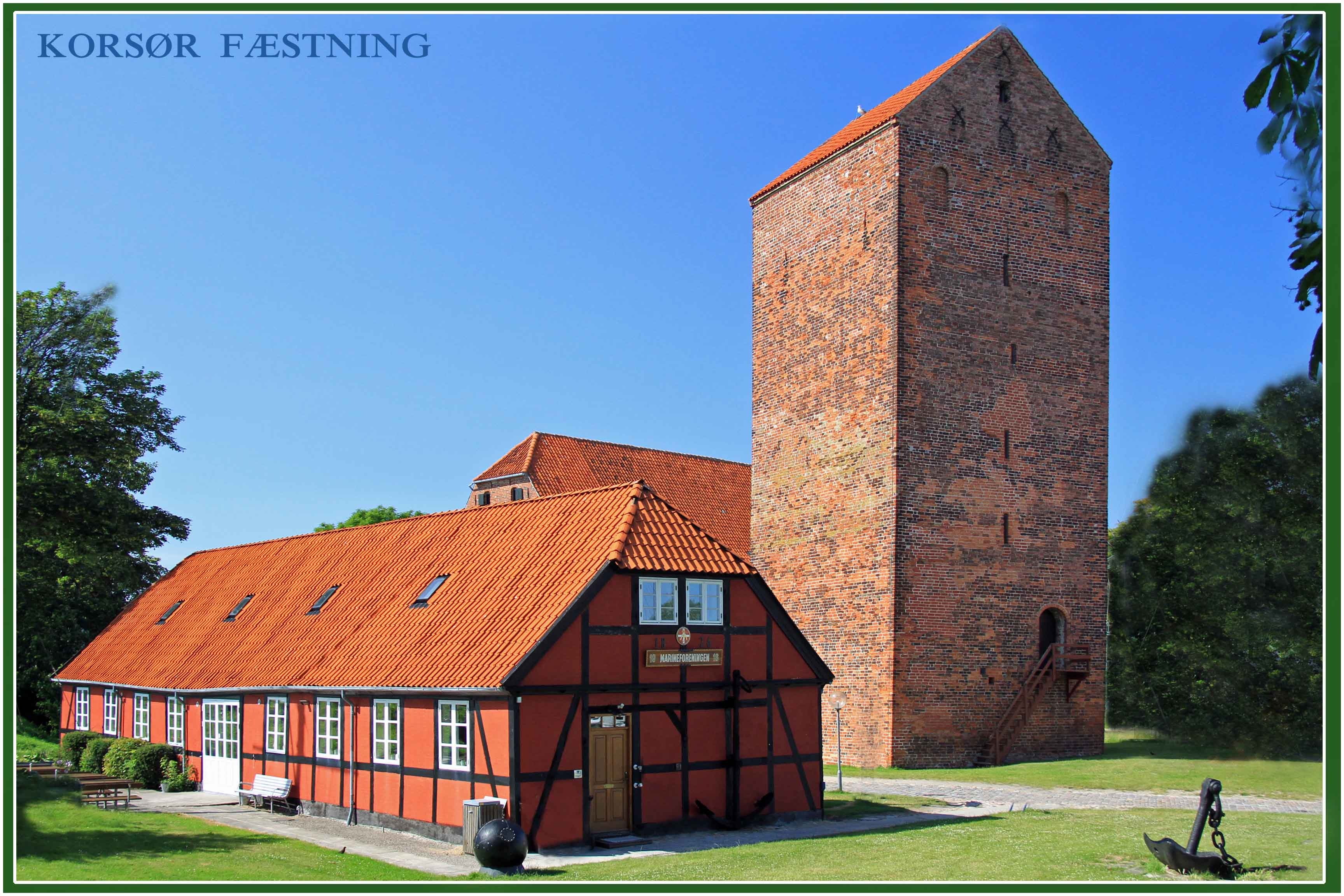
Festung Korsør

Karte der Befestigungsanlagen in Korsør (um 1700)

Die erste urkundliche Erwähnung des Namens Korsør geht auf das Jahr 1241 zurück.
Am 26. November 1425 erhielt Korsør durch den König Erik von Pommern die Stadtrechte. Die Stadtentwicklung wurde vor allem durch die Lage an der kürzesten Verbindung über den Großen Belt nach Fünen bestimmt. So wurde sie zu einem wichtigen Fährhafen.
Seit der Eröffnung der Querung des Großen Belts im Jahre 1998 legen hier allerdings nur noch die Fähren nach Langeland ab.
Im Zusammenhang mit der Kommunalreform zum 1. Januar 2007 wurde Korsør Teil der neuen Kommune Slagelse.

### Bevölkerungsentwicklung
Entwicklung der Einwohnerzahl (1. Januar):
- 1980 - 20.257
- 1985 - 20.786
- 1990 - 20.443
- 1995 - 20.092
- 1999 - 20.048
- 2000 - 20.330
- 2003 - 20.654
- 2005 - 20.644
- 2010 - 14.439

## Politik

### Wappen
Das Wappen zeigt ein blaues Kreuz auf gelbem Grund.

### Städtepartnerschaften
Korsør unterhält Partnerschaften mit den Städten Motala in Schweden und Police (Pölitz) in Polen.

## Wirtschaft und Infrastruktur
Wirtschaftlich bedeutsam sind neben dem Fährverkehr die Fischerei und die Produktion von Margarine.
In Korsør befinden sich ein Flottenstützpunkt der dänischen Marine und der Hauptsitz der dänischen Seefahrtsbehörde Søfartsstyrelsen.

### Freizeiteinrichtungen
Es gibt mehrere Badestrände in und um Korsør. Neben mehreren Hotels und Campingplätzen befindet sich im Ortsteil Svenstrup auch eine Jugendherberge. Im Hafen Korsør befindet sich ein Jachthafen mit Anlegeplätzen. Ein 18-Loch-Golfplatz liegt am Stadtrand von Korsør im alten Tårnborg-Park.
Mit dem Korsør Biograf Teater besitzt die Stadt das weltweit älteste, heute noch bespielte Kino.

### Verkehr
Durch die Lage am Großen Belt besaß die Schifffahrt eine entscheidende Rolle für Entstehung und Wachstum der Stadt. Bereits im 19. Jahrhundert bestand eine tägliche Postschiffverbindung nach Lübeck-Travemünde. Die Direktverbindung nach Deutschland endete mit der Einstellung der Butterfahrten 1999.
Die Eisenbahn erreichte 1847 Korsør. Der erste Bahnhof Korsør lag auf der Landzunge der Halsskov Odde. Im Jahre 1907 wurde der Bahnhof an den Hafen von Korsor verlegt, weil der geschützte Hafen bessere Verlademöglichkeiten für den Trajektverkehr ermöglicht. Es waren vor der Tunneleröffnung drei Verladebrücken für den Eisenbahnfährbetrieb eingerichtet. Nach der Eröffnung des Tunnels unter dem Großen Belt 1997 wurde das gesamte Bahnhofsareal stillgelegt und zurückgebaut. Während das große Gleisfeld zu einer innerstädtischen Erholungszone, dem so genannten „Byparken“ (deutsch: Stadtpark), umgewandelt wurde, wurde das ehemalige Bahnhofsgebäude renoviert und dient heute der ScanCom International A/S als Hauptsitz. Der neue Bahnhof befindet sich außerhalb, nördlich der Stadt Korsør, und ist in das nationale IC-Netz der DSB eingebunden.
Die Kohlenbahn Korsør verkehrte bis in die 1950er Jahre.
Die Autobahn E 20 führt nördlich der Stadt vorbei, nach der Ausfahrt 43 folgt sogleich die Zahlstelle für die Storebælt-Brücke. Hier musste man im Hafen von Halsskov bis zur Eröffnung der Brücke auf eine Fähre wechseln, um den Großen Belt zu überqueren. Auch im Hafen von Korsør selber wurden Kraftfahrzeuge auf Fähren verladen. Im Gegensatz zum Hafen in Korsør sind im Hafen von Halsskov die Spuren der Fährzeit besser sichtbar.

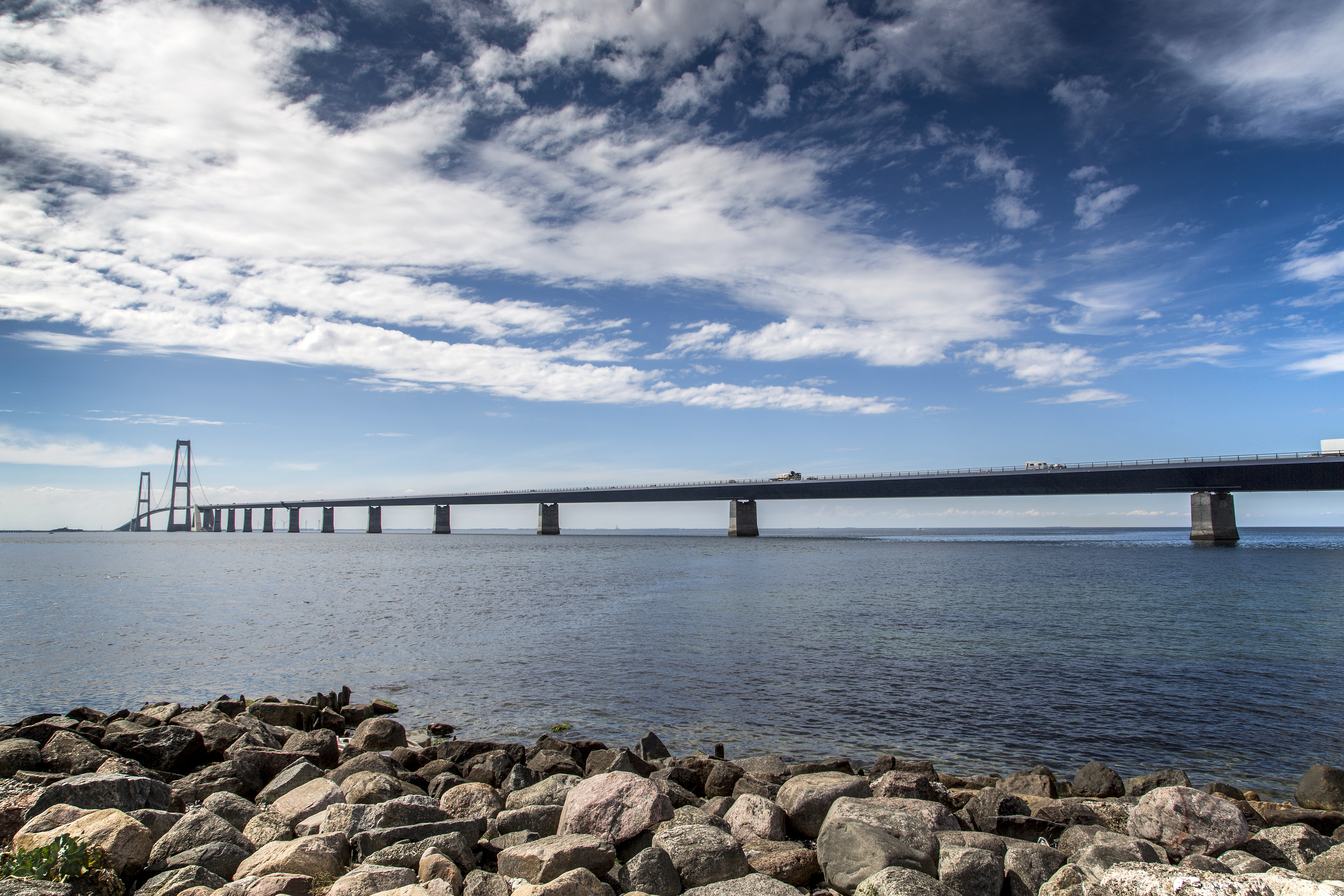
Die Storebælt-Brücke
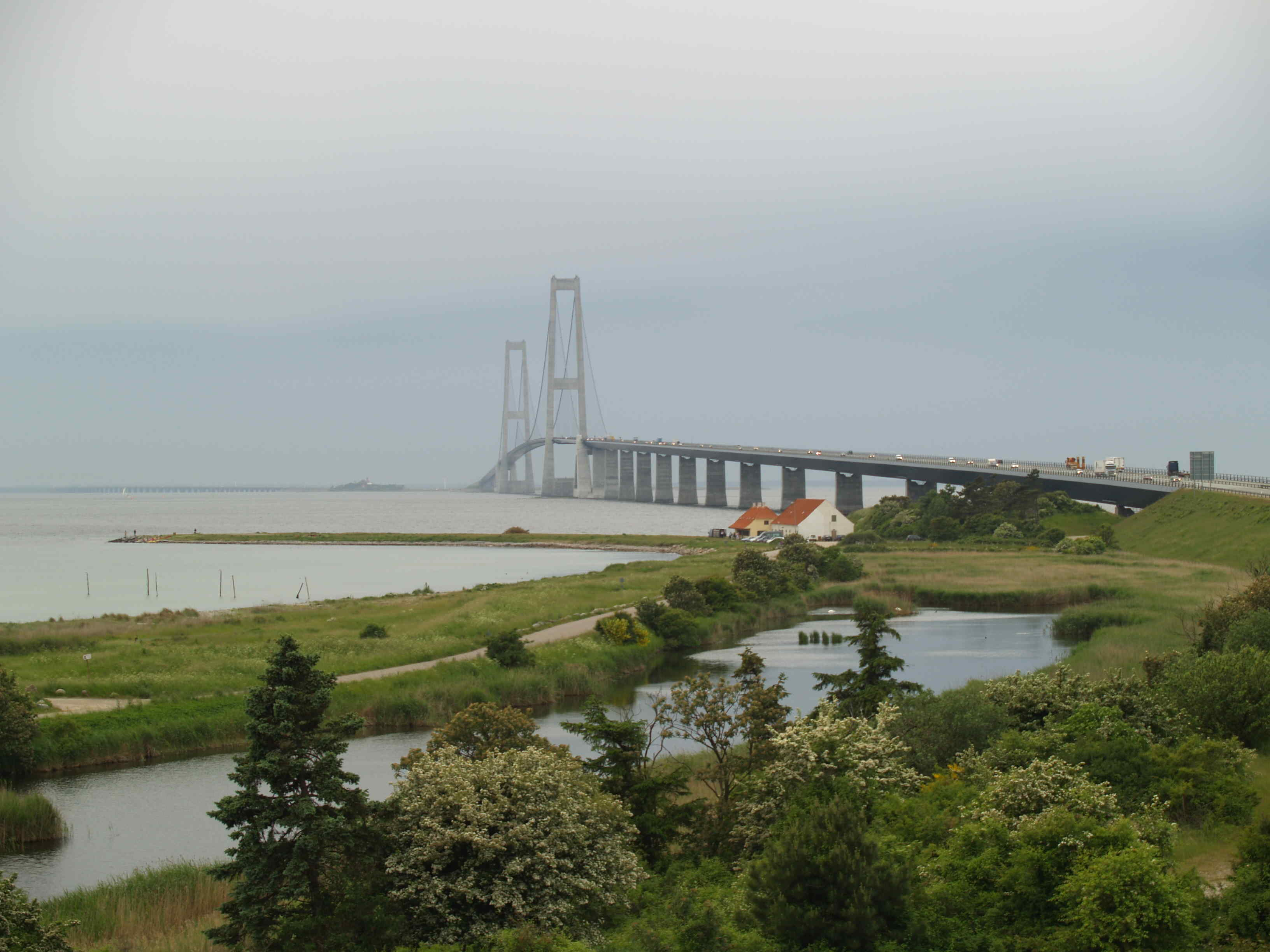
Halsskov Odde mit Storebælt-Brücke
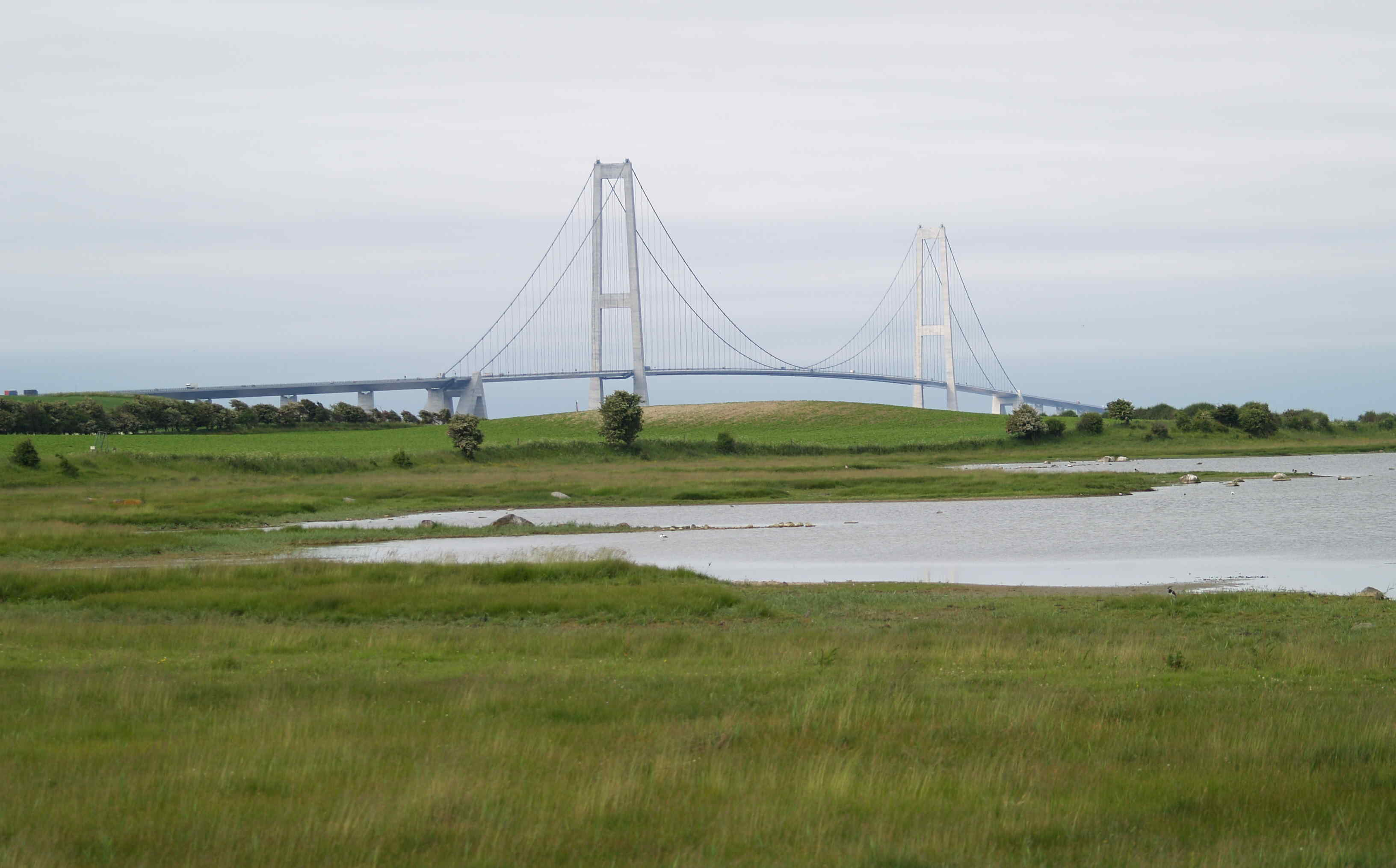
Im Vordergrund der See Lejsøen im Hintergrund die Storebælt-Brücke
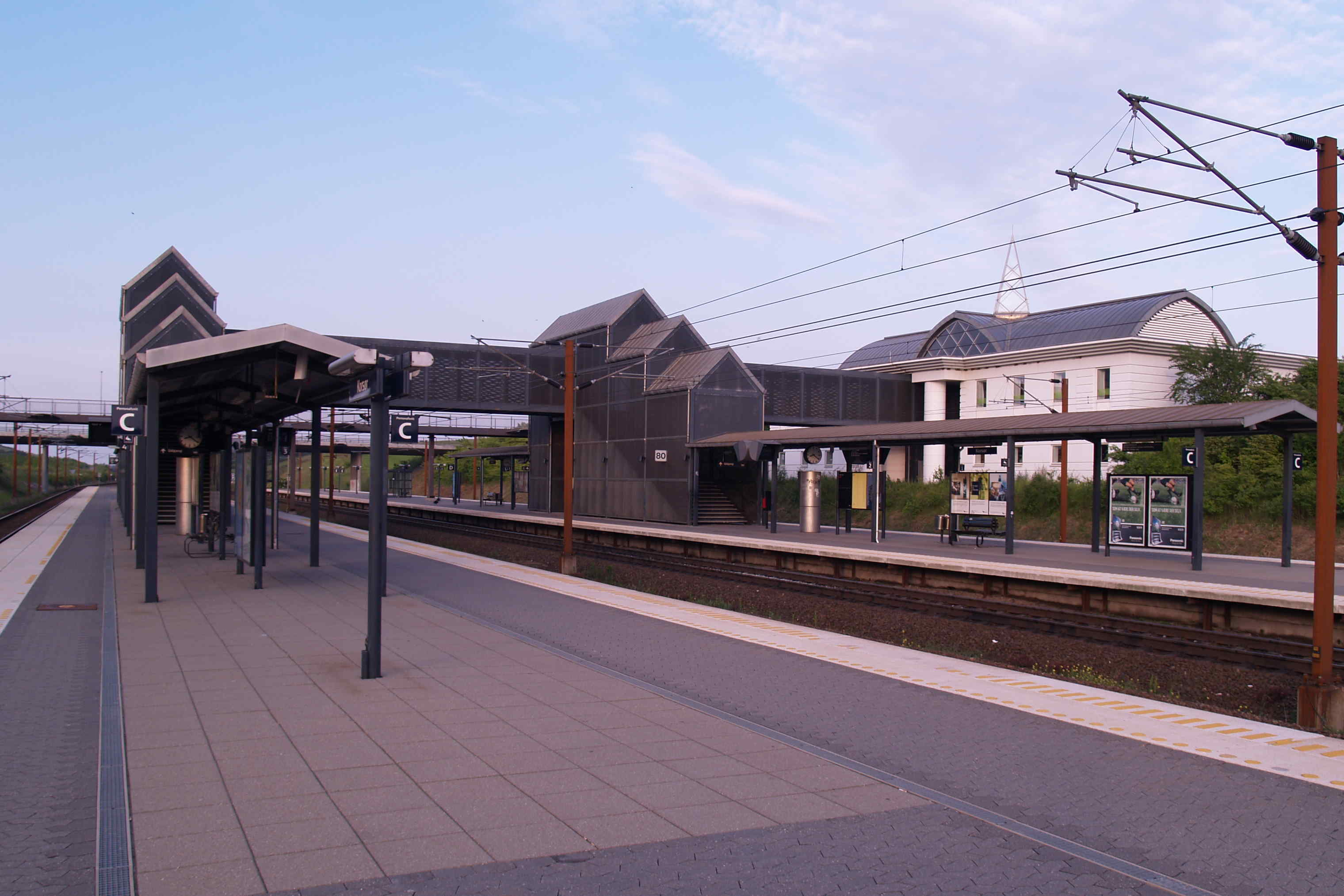
Der neue, 1997 eröffnete Bahnhof von Korsør
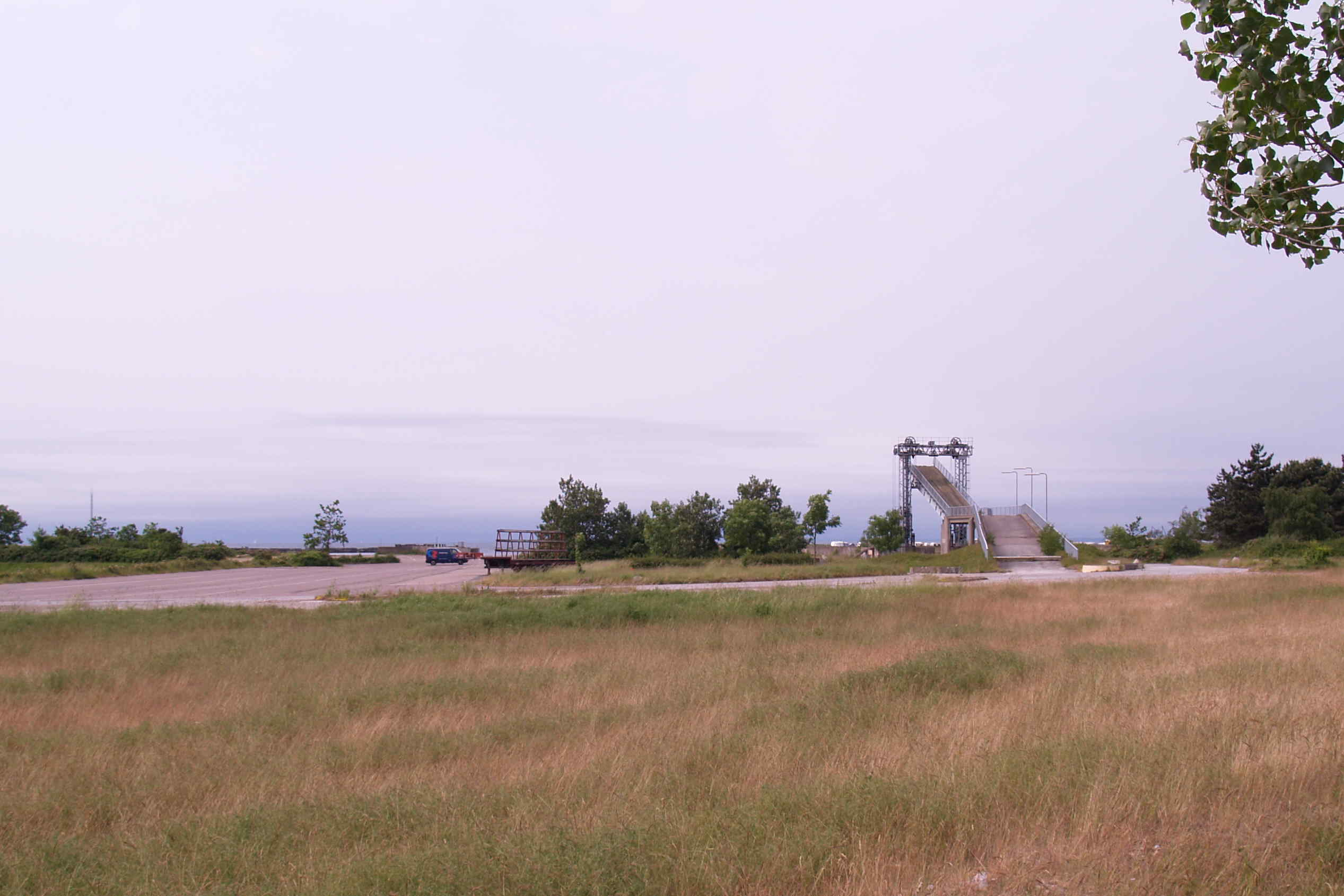
Halsskov Hafen mit der alten Fähranlage

## Sehenswürdigkeiten

### Kongegaarden
Der 1761 im Rokokostil errichtete Königshof befindet sich im Besitz der Stiftung „Kongegaardsfonden“, welche sich der Förderung bildender Künstler verschrieben hat. Neben Wechselausstellungen beherbergt Kongegaarden die Isenstein-Sammlung des Bildhauers Harald Isenstein. Außerdem finden hier regelmäßig Jazz-Konzerte statt.

### Dolmen
Die Dolmen (dän. Dysser) von Korsør liegen im langgestreckten, küstennahen Lystskov (Wald) südöstlich von Korsør, die Dolmen von Tårnborg Gods nördlich von Korsør.

### Brücke
Zu den größten Sehenswürdigkeiten der Gemeinde zählt die Storebælt-Brücke.

### Weitere Bauten
Im Zentrum befindet sich die Küstenbatterie Korsør, „Fæstningen“. Auf dem Gelände befand sich auch das Anfang des 19. Jahrhunderts abgebrochene Schloss. Es sind mehrere Gebäudeteile erhalten geblieben. Der älteste ist der Turm, dessen Alter auf die Zeit der ersten Erwähnung von Korsør 1241 geschätzt wird. Daneben steht das um 1610 auf Befehl des Königs Christian IV. erbaute Große Magazin, das heute im ersten Stock das Stadt- und Überfahrtmuseum beherbergt. Das rot bemalte Fachwerkhaus war ursprünglich das Magazin für Geschützlafetten und stammt aus dem Jahre 1826. Es wird nun als Sitzungslokal verschiedener ortsansässiger Vereine benutzt. Das Haus des Kommandanten aus den 1820er Jahren sowie dessen Anbau aus dem Jahr 1884 für den Hafenmeister beherbergen das Lokalhistorische Archiv für Korsør und Umgebung. Das als Kaffeehaus benutzte Wachgebäude stammt aus der Mitte des 19. Jahrhunderts. Die noch vorhandenen Wälle gehen auf die Zeit der Schwedischen Besatzung nach dem Frieden von Roskilde zurück, als zwischen 1658 und 1660 die Festungsanlage verbessert wurde.
An der westlichsten Stelle der Gemeinde, am Fuße der Storebælt-Brücke, befand sich der erste Bahnhof von Korsør. Das gelbe Postamt Christians VI. und sein weißer Anbau stehen noch heute. Vor der Einführung von Eisbrechern im Jahre 1927 wurden im Winter Passagiere und Waren von der Halsskov Odde mit Eisbooten über den Großen Belt geführt. Während das Postgebäude als Klublokal benutzt wird, befindet sich im weißen Anbau das Eisbootmuseum.

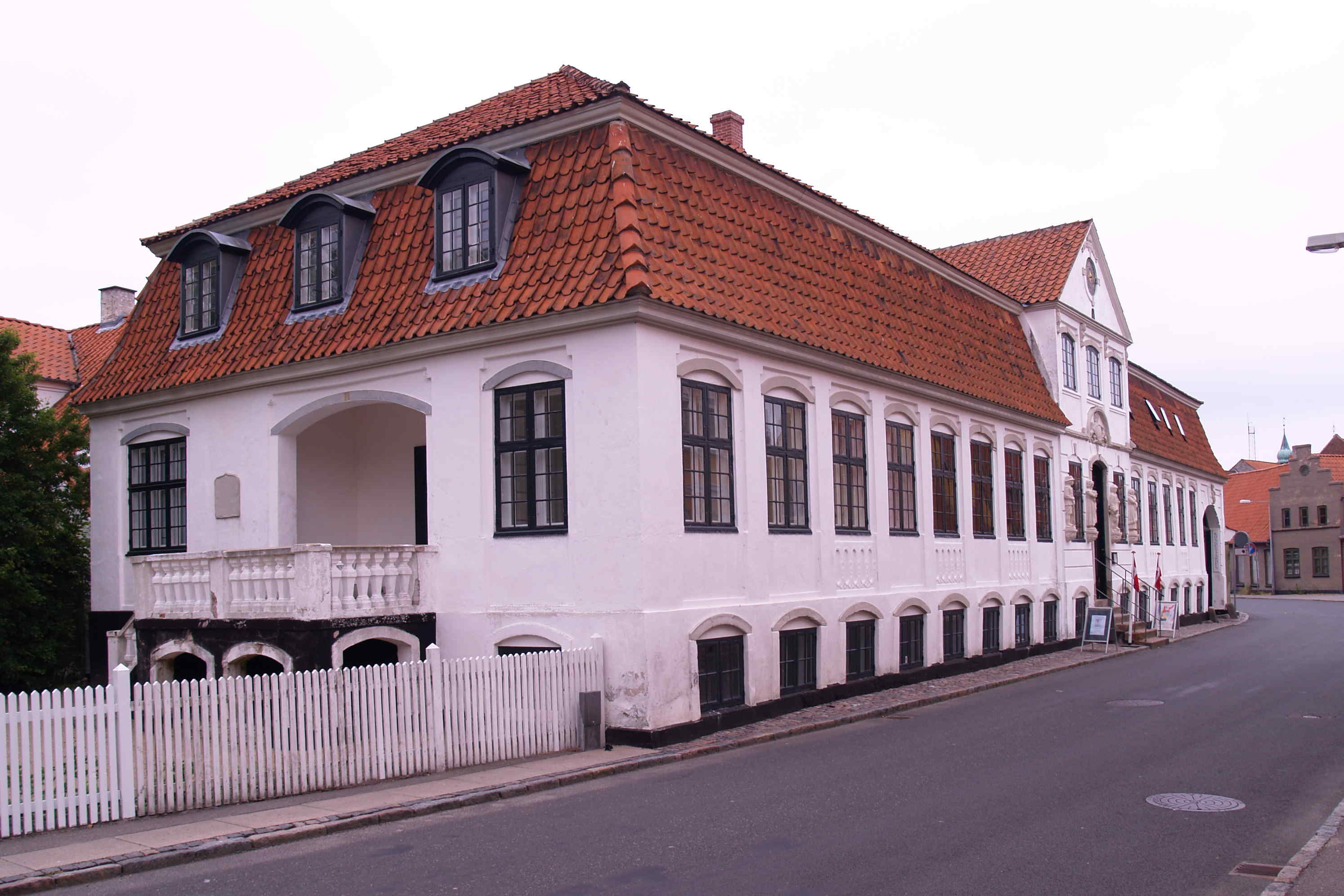
Der Königshof in Korsør
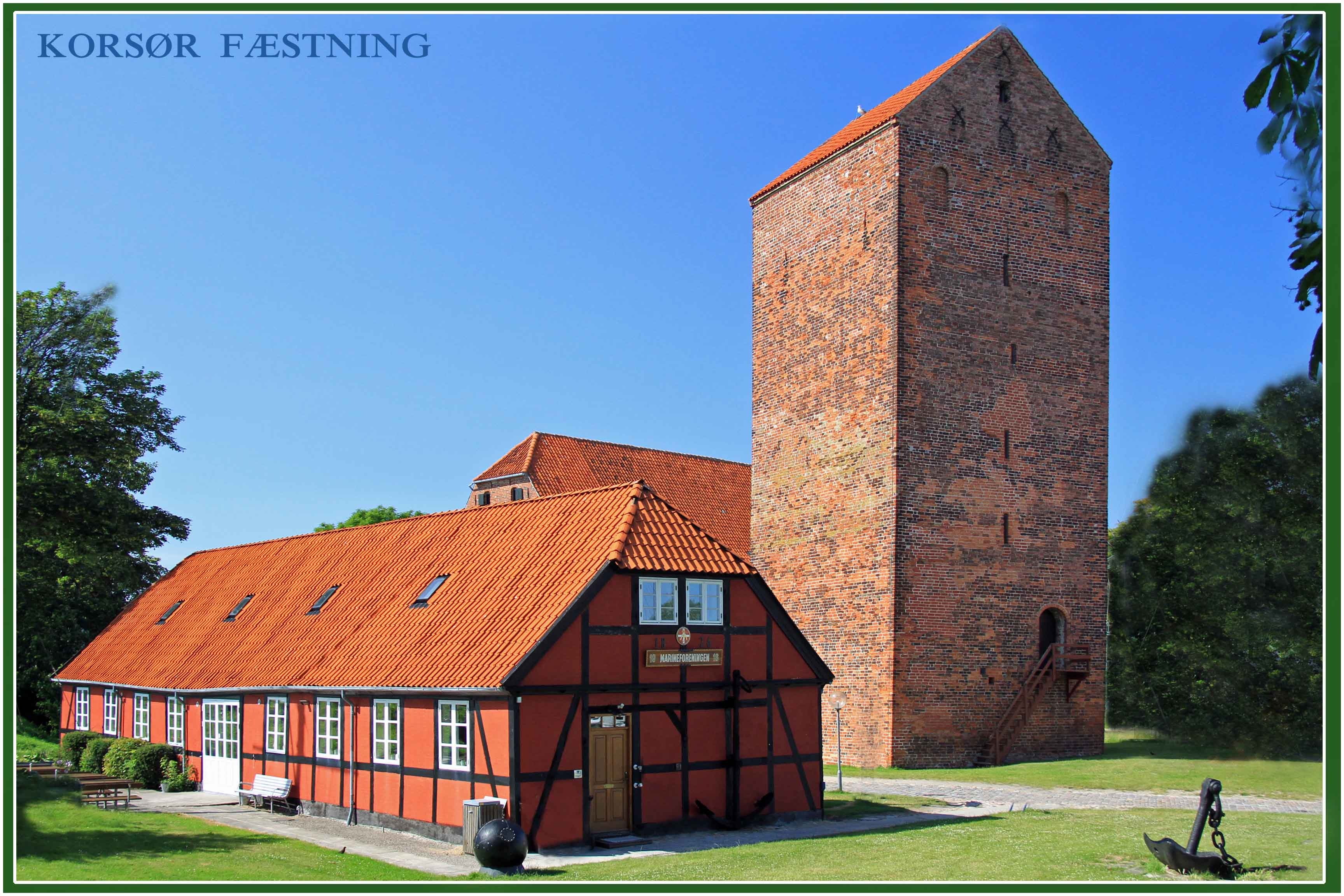
Die Festung Korsør
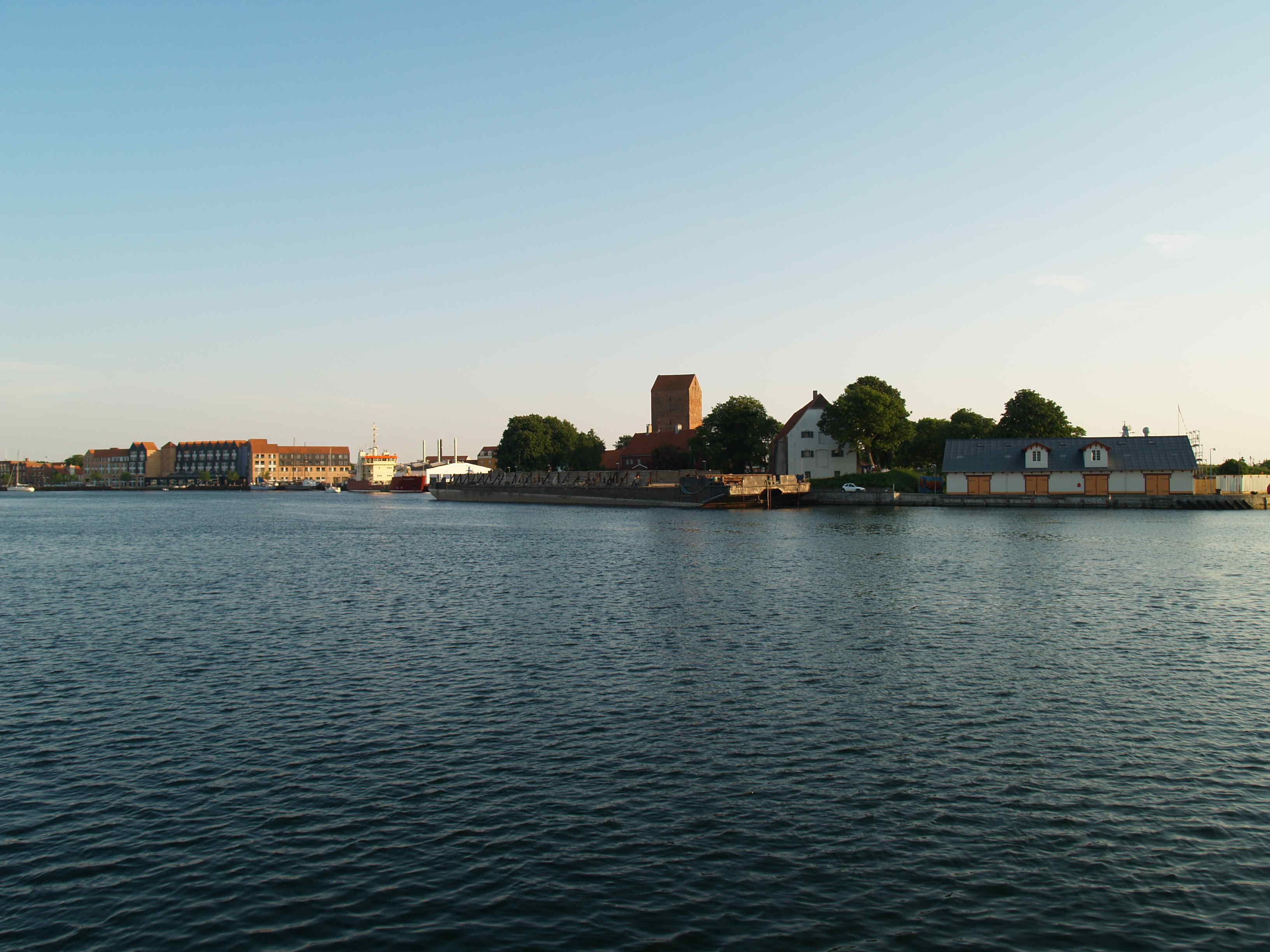
Blick vom ehemaligen Bahnhof über das innere Korsører Hafenbecken zur Festung
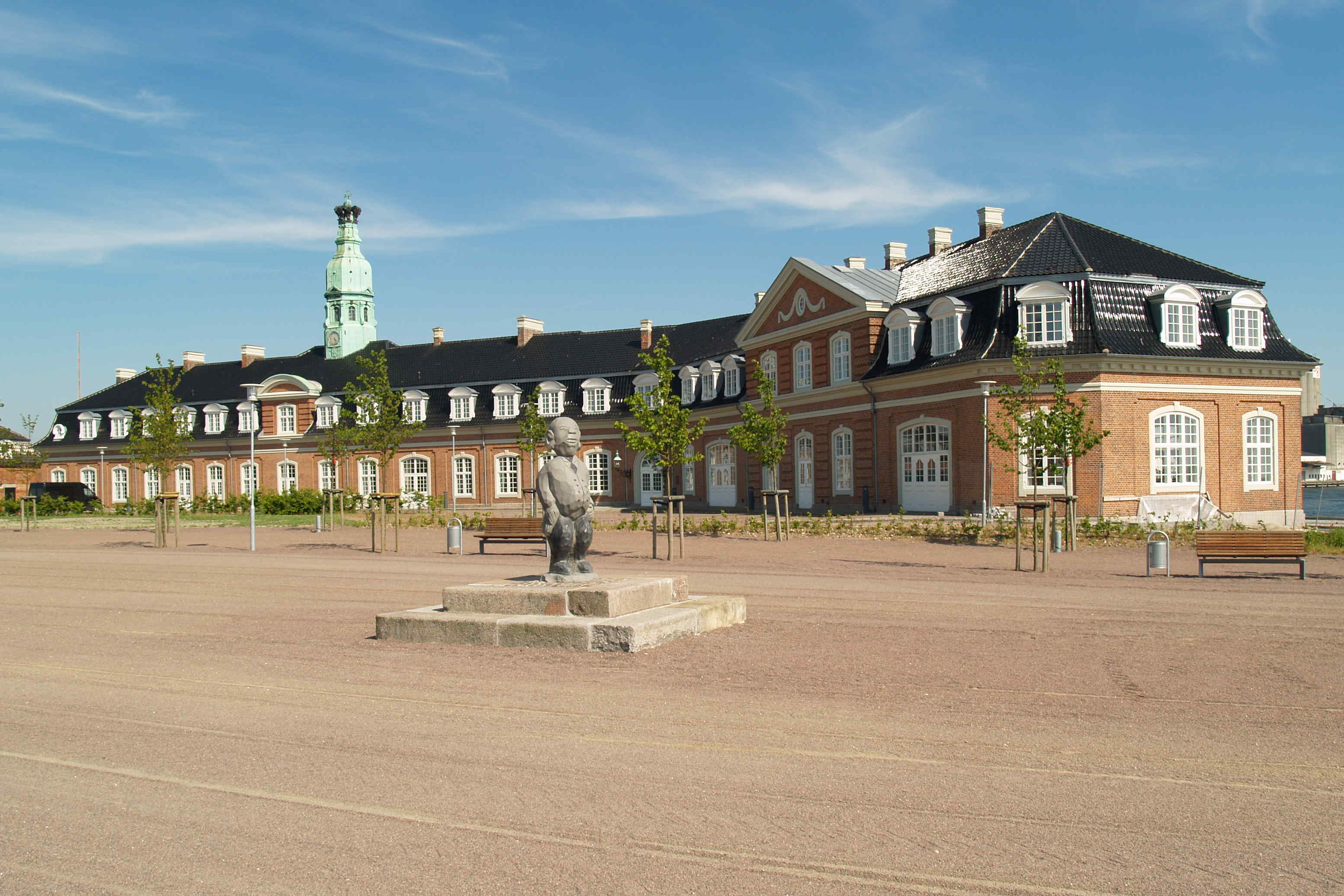
Der alte Bahnhof (1907–1997) von Korsør von der ehemaligen Gleisseite her
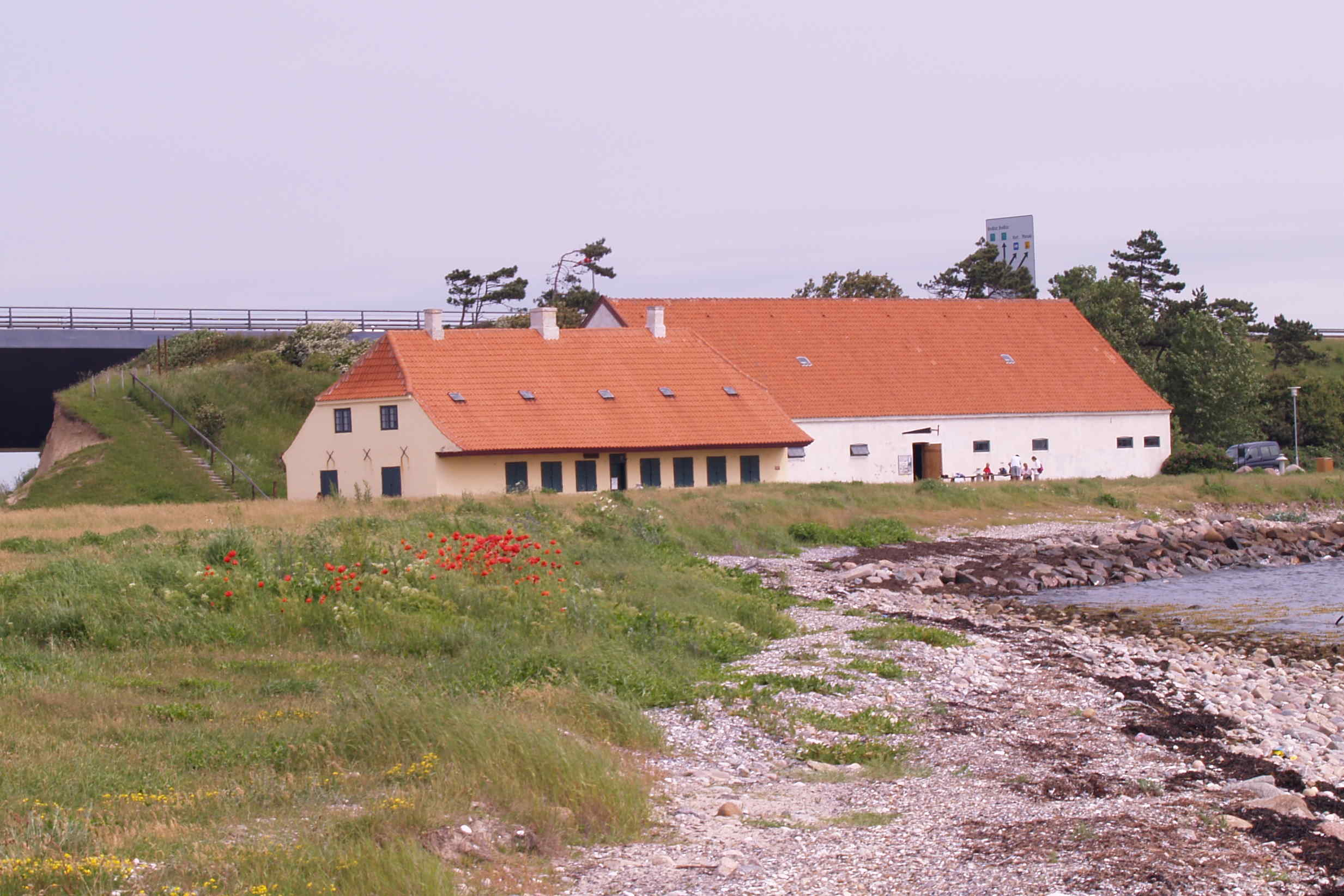
Das Posthaus auf der Halsskov Odde

### Kirchen
Auf dem Gemeindegebiet befinden sich 5 Kirchen.
Im südlichen Zentrum der Stadt befindet sich die Pauluskirche, „Sankt Povls Kirke“. Sie wurde an der Stelle der alten Sankt Gertruds-Kirche erbaut. 2003 erhielt sie eine neue Inneneinrichtung und eine erweiterte Frobenius-Orgel.
Im nördlichen Stadtteil Halskov befindet sich die moderne Halskovkirche, welche 1968 eingeweiht wurde. Die heutige Form geht auf eine Erweiterung im Jahre 1993 zurück.
Im Ortsteil Hemmeshøj befindet sich die Hemmeshøj-Kirche, deren älteste Teile bis in die Zeit um 1250 zurückreichen. Der größte Teil der heutigen Kirche geht auf die Zeit der Gotik um 1400 zurück. Der Taufstein aus einem Stück Granit und das dazugehörende Taufbecken stammen aus dem Jahr 1600, während die Kanzel von 1580 stammt. Die Altartafel aus dem Jahre 1625 ist im Stil der Spätrenaissance gehalten.
Die Tårnborg-Kirche befindet sich neben dem Hügel, auf dem sich einst die Tårnburg befand, von welcher nur noch die Grundmauern sichtbar sind. Die Tårnburg wurde Mitte des 12. Jahrhunderts erbaut und Anfang des 15. Jahrhunderts zugunsten von Korsør aufgegeben. Mit dem Bau der Burg wurde auch eine Kirche errichtet. Das Taufbecken aus gotländischem Kalkstein stammt aus der Zeit zwischen 1250 und 1300. Das holzgeschnitzte, große Kruzifix über dem Altar stammt aus der Mitte des 14. Jahrhunderts.
Die im Ortsteil Vemmelev gelegene Vemmelev-Kirche stammt aus dem 13. Jahrhundert; von der ursprünglichen Kirche existiert aber nur noch ein Teil des seitlichen Kirchenschiffes. Der Turm und die Vorhalle wurden im 16. Jahrhundert angebaut, und der Chor wurde im Jahre 1871 errichtet. 1989 wurden zwei neue Glocken in Betrieb genommen; die beiden alten, aus dem 17. Jahrhundert stammenden Glocken sind in der Vorhalle ausgestellt. Die aus dem 17. Jahrhundert stammenden Altartafel und Kanzel, welche im Stil der Hoch- und Spätrenaissance gehalten sind, wurden 1992 umfassend restauriert.

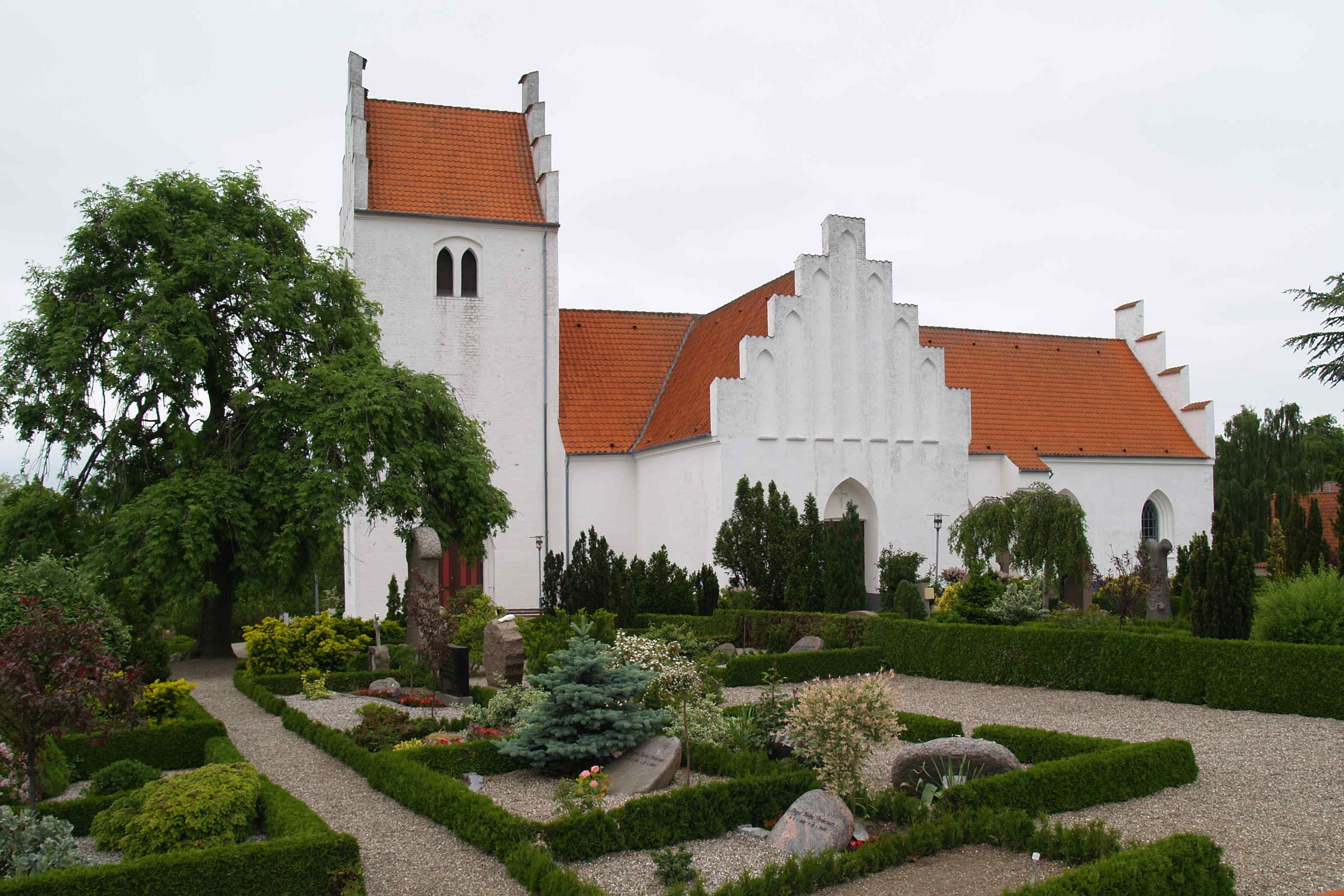
Die Vemmelev Kirche der Gemeinde Korsør
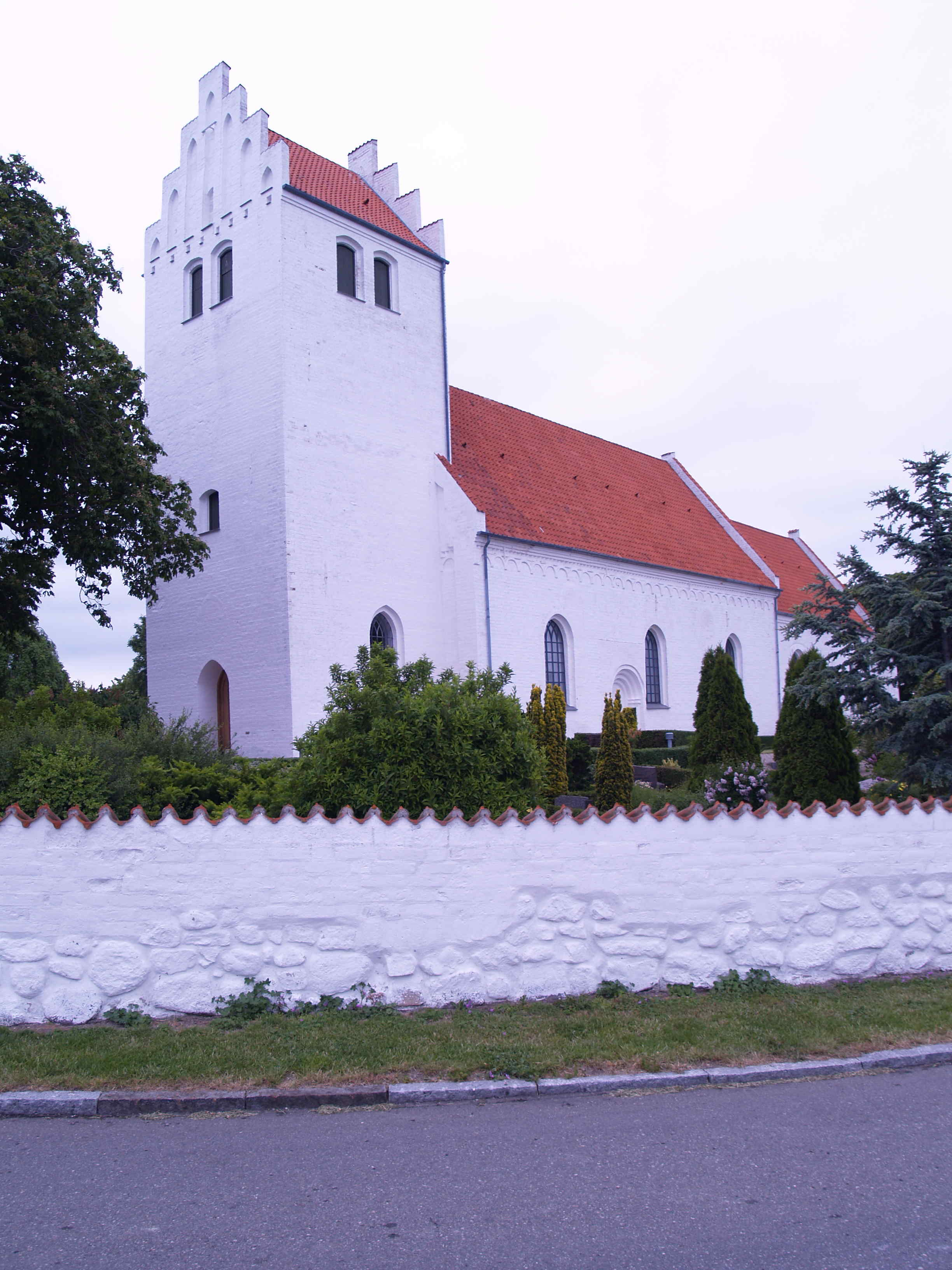
Die Tårnborg Kirche der Gemeinde Korsør
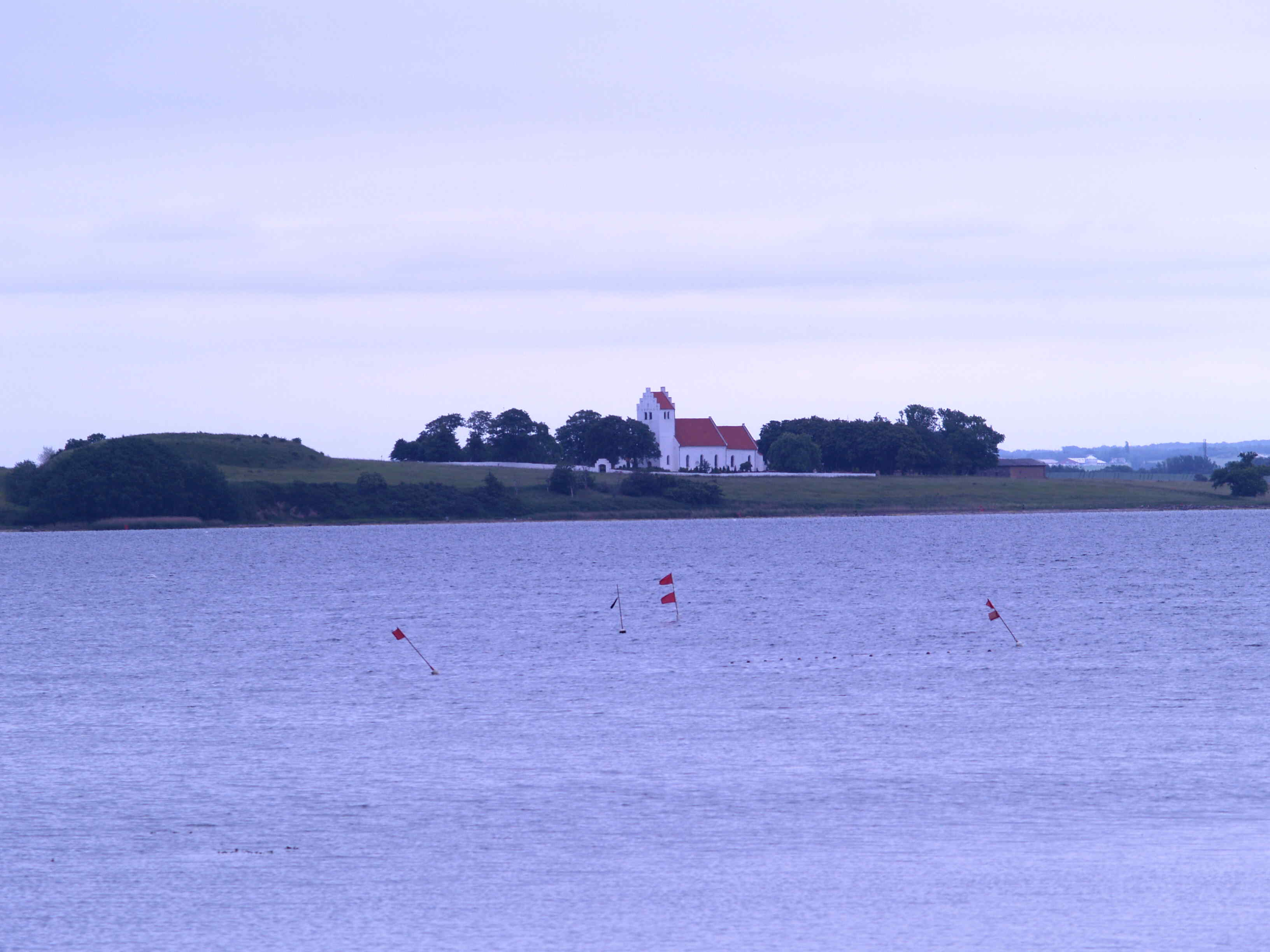
Die Kirche Tårnborg über das Korsør Nor gesehen, auf dem Hügel links der Kirche war die Tårnburg
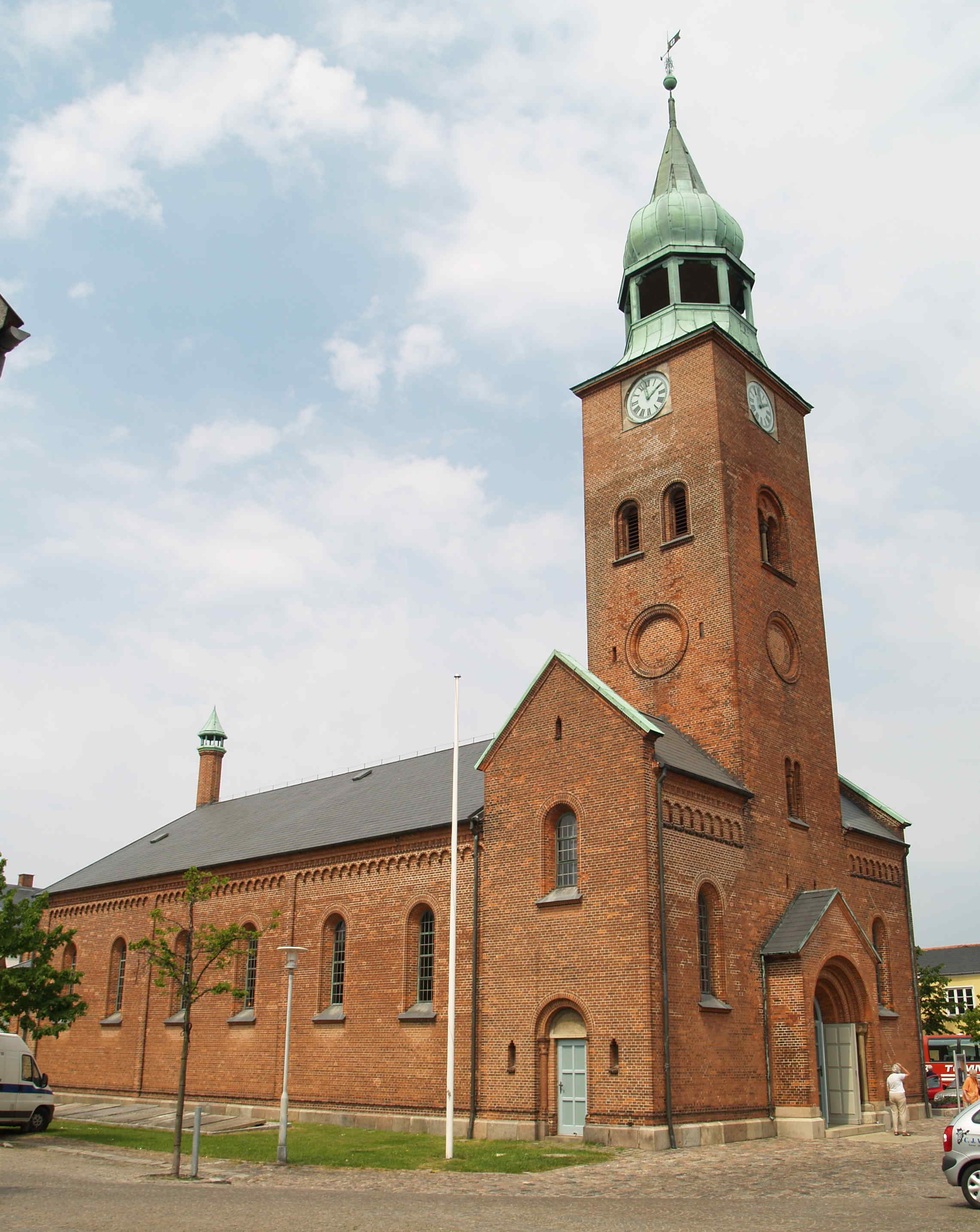
Die Pauluskirche der Stadt Korsør
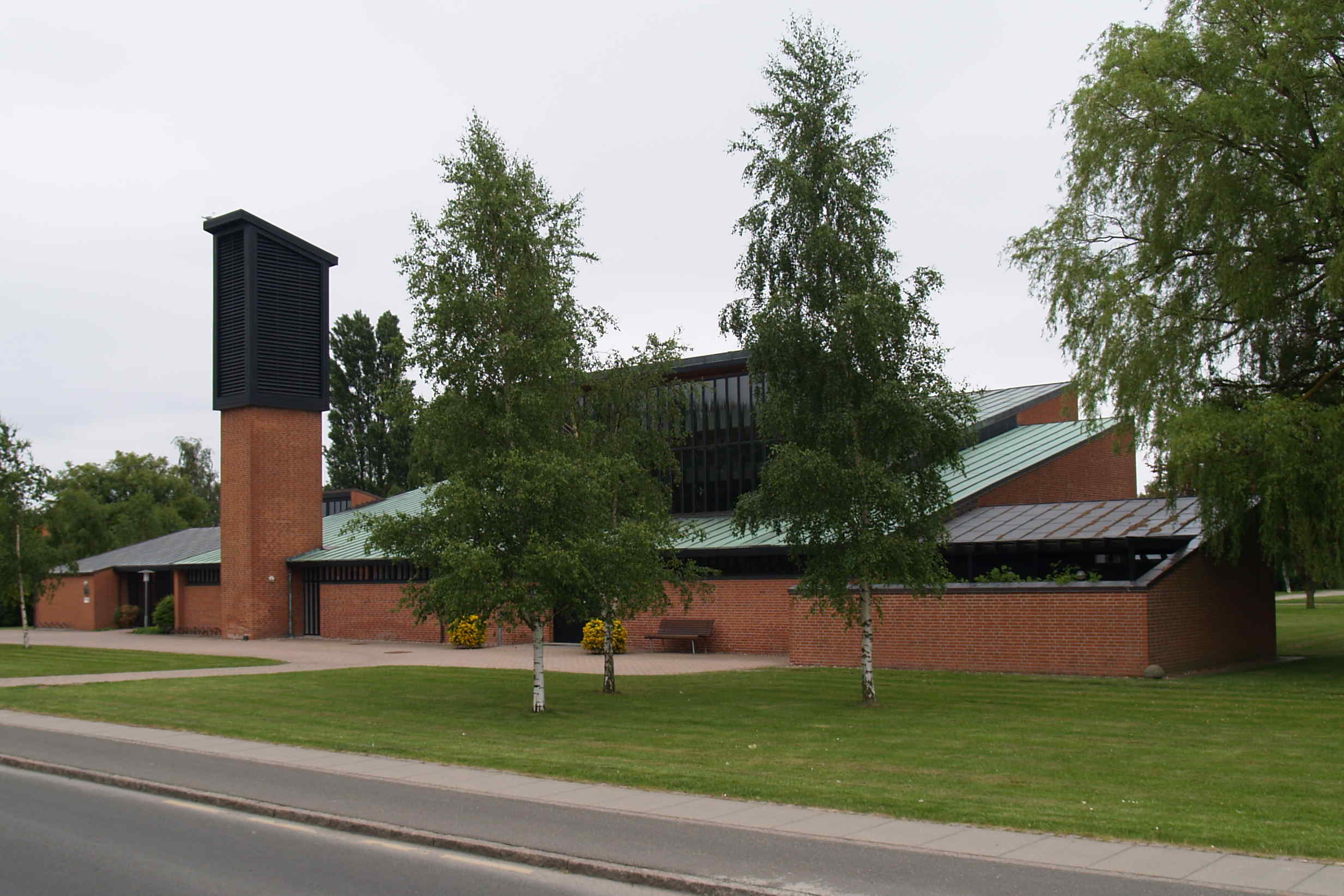
Die Kirche Halskov der Gemeinde Korsør

## Persönlichkeiten

### Söhne und Töchter
- Jens Immanuel Baggesen (1764–1826), Schriftsteller und Übersetzer
- Aage Friis (1870–1949), Historiker und Hochschullehrer
- Pia Juul (1962–2020), Schriftstellerin
- Brian Nielsen (* 1965), dänischer Boxer
- Line Kruuse (* 1982),  Schönheitskönigin und Model

### Sonstige Persönlichkeiten
- Helga Pedersen (* 1911; † 1980 in Korsør), Juristin und Politikerin
- Horace Parlan (* 1931; † 2017 in Korsør), Jazzpianist